# مارکو آرو
مارکو آرو (به انگلیسی: Markku Aro) (زاده ۳ فوریه ۱۹۵۰) خواننده فنلاندی است.
او نماینده فنلاند در یوروویژن ۱۹۷۱ بود.